# 호열
호열(胡烈, ? ~ 270년)은 중국 삼국시대 위나라 ~ 서진의 장수로 자(字)는 현무(玄武)이며, 안정군 임경현 사람이다.

## 행적
위나라의 거기장군 호준(胡遵)의 손자이자 호분(胡奮)의 셋째 아들이다. (첫째는 딸, 둘째는 호광(胡廣), 아들은 호희(胡喜), 넷째는 호기(胡岐), 종회전의 < 진제공찬(晉諸公贊) > 참조)
257년, 제갈탄(諸葛誕)의 난을 집압하러 가서 도육에 주둔한 오의 유망주이자 진남장군 주이(朱異)를 은밀한 길을 이용해 습격하면서 물자와 식량을 태웠으며, 이 패배로 인해 손침(孫琛)과 주이 사이에 불화가 일어나면서 손침은 홧김에 주이의 목을 베었다.
263년, 위나라의 촉한정벌에 호군으로써 진서장군 종회(鐘會)를 따라서 참전했으며, 옹주자사 제갈서(諸葛緖)가 기산에서 무위를 공격해 강유(姜維)의 퇴로를 끊자 호열은 종회를 따라서 낙곡으로부터 전장군 이보(李輔)와 함께 한중을 습격했다. 한중 침공을 감행할 때 호열은 관성을 공격해 함락시켜서 많은 식량을 얻었으며, 등애(鄧艾)가 음평을 뚫어서 성도로 향하자 호열은 종회와 함께 검각에서 농성하는 강유를 상대로 싸웠던 것으로 보인다.
등애가 음평 돌파를 성공해 면죽관에서 제갈첨(諸葛瞻)을 대파하는데 성공하자 강유는 군사를 돌려 파(巴)땅로 들어갔는데, 종회는 이를 알고 부까지 진격해 전속(田續), 방회(龐會), 호열을 파견해 강유를 추격하도록 했다. 그러던 중에 촉한의 2대 황제 유선(劉禪)이 등애한테 항복하자 강유는 호열에게 부절과 전거를 보내 항복했다.
264년, 촉한 정벌에 큰 공을 세운 종회가 강유와 손을 잡아 독립을 꾀하자 강유의 책략을 따라 종회는 호열 등 제장들을 죽이려 했지만 미적미적대서 호열은 감금되었으며, 호열의 옛 부하였던 구건(丘建)은 종회의 신뢰를 얻고 있었다. 호열이 홀로 감금되어 있는 것이 안쓰러워 병사들이 한 명씩 방문해서 음식을 나르도록 허락했는데, 이것이 화근이 되어 호열은 밖에 있는 아들 호연(胡淵)에게 친필편지를 전하는 데 성공해 이런 상황에 병사들 사이에서 종회가 병사들을 모두 몰살시킨다는 소문이 밖으로 퍼졌다.
호연이 아버지의 병사를 이끌고 오자 아무런 지휘도 없었으나 모두 호열을 따라서 성도로 진격했으며, 종회는 사건의 심각성을 이제야 알아채 아문에 갇혀있는 자들을 뒤늦게 죽이려고 했지만 모두 책상으로 문을 막아서 방어에 성공하였고 강유는 종회의 병사를 좌우로 인솔하여 5, 6명을 맨 손으로 죽이는 등의 분전을 펼쳤으나 결국 진압되고 종회도 유시를 맞고 죽었다.
같은 해, 촉한의 파동태수 나헌(羅憲)이 영안에서 2천명으로 오의 마지막 명장으로 불리는 진군장군 육항(陸抗)의 3만 대군을 6개월간 방어했지만 성의 병력 중 절반이 질병에 걸려서 고전을 면치 못했는데, 다행히도 일찍히 파견한 참군 양종이 안동장군 진건(陳騫)에게 도움을 요청하자 진건이 사마소(司馬昭)에게 이에 대해서 고하였고, 호열을 2만의 기병과 보병으로 출격시켜서 이릉을 침공하자 육항은 포위를 풀고 호열에게 격퇴당했다.
269년, 관농 지방에 진주가 새로 설치되었는데 일찍이 등애가 선비족 사람들과 옹주, 양주의 주민들끼리 섞여 살도록 하면서 조정에서는 이에 대한 우려로 여러 논의가 있었으나 호열이 그 쪽 지방에 밝기에 안심하고 그를 진주자사로 부임시켰다.
270년, 만곡퇴에서 일어난 독발수기능의 난을 호열이 토벌하다가 전사하면서 10여년 간의 반란이 관농 지방에 벌어지게 되었고, 문앙(文鴦)과 마륭(馬隆)의 분전해 겨우 난을 진압했다.
호열의 전사에 파장이 있었는지 도독옹양주제군사 사마량이 유기를 파견해서 그를 구원하게 했으나 유기는 그저 관망할 뿐 구원하지 않았으므로, 조정에서는 그를 참수하려고 했으나 사마량은 자신이 책임을 질 것이니 제발 유기를 죽이지 말라고 해서 그 결과 애꿎은 사마량만 면직되어 유기는 살아난 일화가 있다.

## 삼국지연의에서의 호열
정사와의 행보와 매우 비슷하지만 독발수기능의 난이 서술되어있지 않아 그의 최후가 나오지 않는다.